# Archangelos (Preveza)
Archangelos  este un oraș în Grecia în Prefectura Preveza.